# Соллевелд, Мартен
Мартен Соллевелд (нидерл. Maarten Solleveld; род. 5 февраля 1979, Амстердам) — нидерландский шахматист, гроссмейстер (2012). Математик.
Многократно участвовал в  голландских чемпионатах среди юниоров: в 1991 г. (Гаага, в категории до 12 лет), 1992 г. (Хенгело, в категории до 14 лет), 1994 г. (Неймеген, в категории до 16 лет), 1996 г. (Арнем, в категории до 20 лет) и 1998 г. (Лейден, подразделение II в категории до 20 лет).
В 2000 году он поделил первое место в Вейк-ан-Зее (турнир Sonnevanck) с Александром Дгебуадзе.
Неоднократный призёр командных чемпионатов Нидерландов: трижды занимал третье место (1997/98, 2002/03, 2005/06) и один раз стал вторым (2012/13).

## Публикации
- The local Langlands correspondence for inner forms of SLn
- On the local Langlands correspondence for non-tempered representations
- Geometric structure and the local Langlands conjecture
- Resolutions of tempered representations of reductive p-adic groups
- Hochschild homology of affine Hecke algebras
- Extensions of tempered representations
- On the classification of irreducible representations of affine Hecke algebras with unequal parameters
- The second adjointness theorem for reductive p-adic groups
- Characters and growth of admissible representations of reductive p-adic groups
- Resolutions for representations of reductive p-adic groups via their buildings
- Homology of graded Hecke algebras
- Parabolically induced representations of graded Hecke algebras
- Discrete series characters for affine Hecke algebras and their formal degrees
- Periodic cyclic homology of reductive p-adic groups
- Homological algebra for affine Hecke algebras
- Periodic cyclic homology of Hecke algebras and their Schwartz completions
- Some Fréchet algebras for which the Chern character is an isomorphism

## Изменения рейтинга
| Графики недоступны из-за технических проблем. См. информацию на Фабрикаторе и на mediawiki.org. |